# 47052 Guillaumefaury
47052 Guillaumefaury è un asteroide della fascia principale. Scoperto nel 1998, presenta un'orbita caratterizzata da un semiasse maggiore pari a 2,6263339 au e da un'eccentricità di 0,0979386, inclinata di 3,23972° rispetto all'eclittica.